# Serafim Urechean
Serafim Urechean est un homme politique moldave, président du parti Alliance Notre Moldavie (AMN). Urechean est né le 2 février 1950 à Larga (en) dans le raion de Briceni.
En 1974, il obtient un diplôme de l'institut polytechnique de Chișinău et travaille comme ingénieur dans une entreprise de construction de Briceni entre 1976 et 1978.
Il grimpe ensuite les rangs du parti communiste de la république socialiste soviétique de Moldavie : chef du département du développement industriel et des constructions, deuxième secrétaire du comité de raion du Parti à Briceni (entre 1978 et 1983). En 1985, il sort diplômé de l'école du parti de Léningrad en URSS. Il est secrétaire de raion du comité exécutif à Anenii Noi (1985-1987).
Urechean devient ensuite président de la Fédération des syndicats indépendants de Moldavie entre 1987 et 1994. Il siège au Parlement de Moldavie entre 1990 et 1994.
Le 9 août 1994, il est élu maire de Chișinău. Son mandat se termine en 2005 mais à cause de la faible participation des électeurs, le nouveau maire, Dorin Chirtoacă n'est élu qu'en juin 2007.
Urechean a été premier ministre par intérim entre le 5 et le 17 février 1999.
Il fonde son parti « Alliance Notre Moldavie » en 2003.